# 大屠杀纪念中心

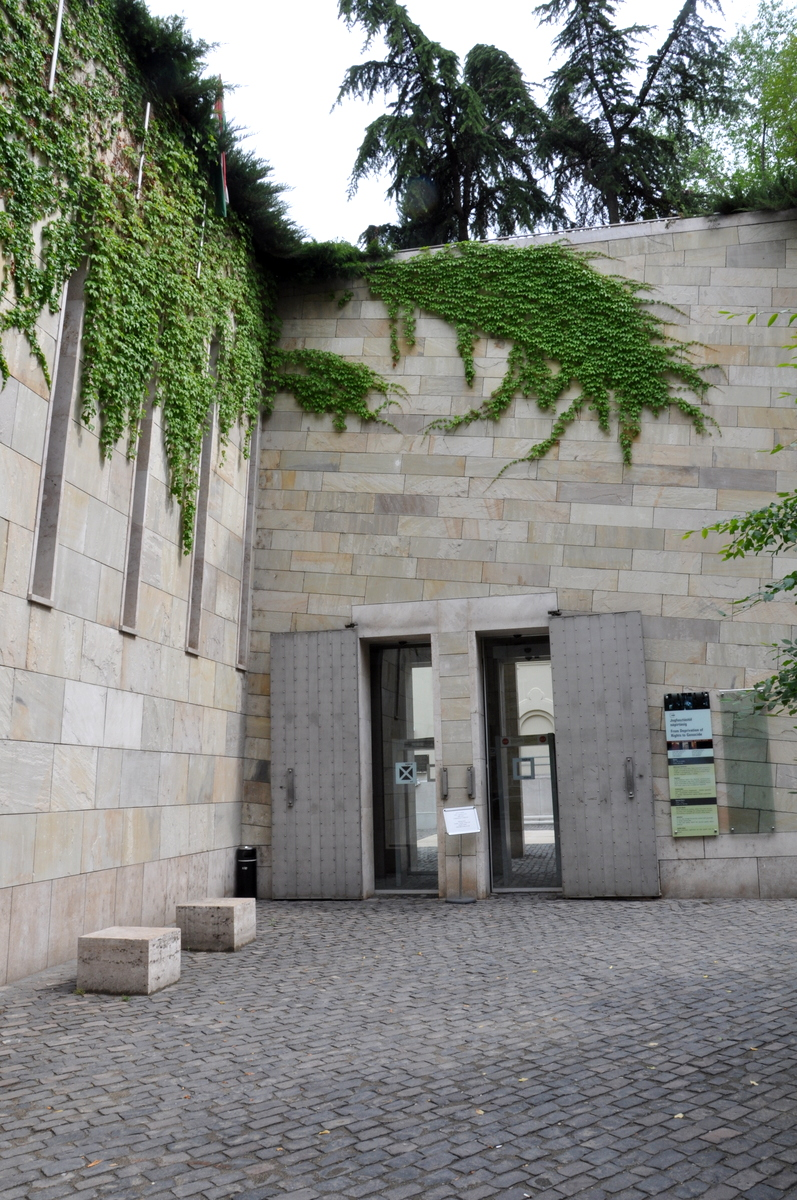

大屠杀纪念中心（匈牙利語：Holokauszt Dokumentációs Központ és Emlékhely）是匈牙利的布达佩斯一座经过翻修的犹太会堂，可追溯到20世纪20年代，是在犹太大屠杀中遇害的匈牙利犹太人的纪念馆和博物馆。博物馆虽然主要关注犹太人，但也提到了对罗姆人、同性恋者和残疾人的歧视和杀害。
大屠杀纪念中心是一座原犹太会堂，帕瓦犹太教堂，位于布达佩斯帕瓦街39号。它是政府于1999年设立的国家机构，2004年翻修后，作为纪念馆和博物馆开放。这是中欧第一个由国家建立的大屠杀纪念中心。 博物馆由建筑师伊斯坦·马尼和阿提拉·加蒂设计。建筑上，这座建筑是不对称的。一组楼梯将参观者引向展览，意在“象征大屠杀扭曲的时代” 展览包括永久性和临时性，以及一个研究中心。 该研究中心为人们提供了搜索家庭成员的机会，并有机会添加到姓名列表中，从而增加了他们的数据库。
大屠杀纪念中心院子里的一堵墙上，刻着匈牙利约60万种族灭绝受害者中的6万人的名字。

## 争议
继欧尔班·维克托的青年民主主义者联盟－匈牙利公民联盟在2010年匈牙利议会选举中获胜后，安德拉斯·列文特·加尔被任命为该中心的负责人。美国大屠杀纪念博物馆的保罗·A.夏皮罗表示，加尔避免提及霍尔蒂·米克洛什，这位匈牙利国家元首与纳粹德国结盟。加尔被指控否认匈牙利政府参与大屠杀，并将匈牙利犹太人的毁灭全部归咎于德国。这引起了国际社会的强烈抗议，随后加尔被解雇。